# Abraham Goedewaagen

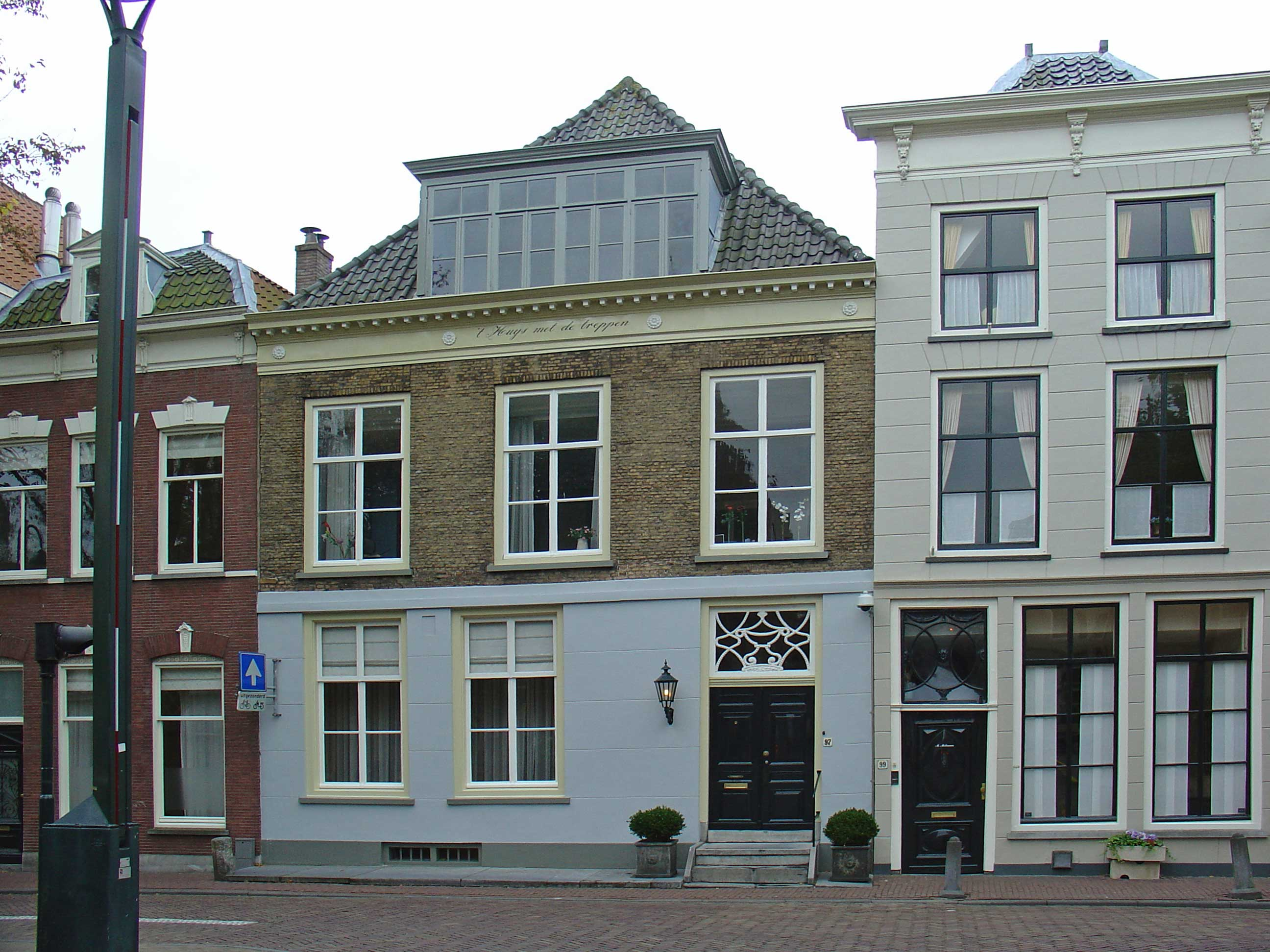
De twee panden aan de Gouwe van Abraham Goedewaagen, uiterst rechts het Dubbele Kruis (Gouwe 99) en daarnaast t Huys met de treppen (Gouwe 97)

Abraham Goedewaagen (Gouda, gedoopt 4 juni 1788 - 1861?) was een Nederlandse ondernemer en een van de grondleggers van de plateel- en aardewerkfabriek Goedewaagen.

## Leven en werk
Goedewaagen werd in 1788 in Gouda geboren als zoon van Tobias Goedewaagen en Lena Voordewind. Zijn vader overleed toen hij circa twintig jaar oud was. Zijn grootvader Dirk Goedewaagen, die een pijpenfabriek in Gouda bezat, werd zijn voogd. Abraham werd opgeleid tot pijpmaker, maar besloot dienst te nemen in het leger van Napoleon. Hij zou, aldus Duco, de veldtocht naar Rusland hebben overleefd en zijn teruggekeerd naar Gouda, waar hij in 1814 zijn meesterproef als pijpmaker aflegde. Hij begon de pijpfabricage met het merk de Rhijnse wijnroemer, een merk dat ook in het bezit van zijn grootvader is geweest. Hij trouwde achtereenvolgens met Cornelia Vlak in 1815 en, na haar overlijden, met Teuntje de Mol in 1818. Langzaam maar zeker breidde hij zijn bedrijf verder uit. In 1823 kocht hij een huis Dubbele Kruis aan de Gouwe, waar hij ging wonen en zijn bedrijf vestigde. Twaalf jaar later kocht hij ook het naastgelegen pand, het Huys met de treppen. Zijn bedrijf was inmiddels uitgebreid tot een, voor Goudse begrippen in die tijd, middelgroot bedrijf met negen werknemers. In 1841 werd Goedewaagen benoemd in het bestuur van het pijpengilde. Door een bedrijfsovername in 1840 werd de firma Goedewaagen & Cie een van de grootste pijpmakerijen in Gouda. In de jaren veertig van de 19e eeuw droeg Abraham meer en meer van het bedrijf aan zijn zonen Pieter en Tobias (grootvader van de nationaalsocialistische politicus Tobie Goedewaagen) over. De oudste zoon Tobias koos echter een andere richting, hij werd commissionair. De tweede zoon Pieter nam steeds meer zaken van zijn vader over, die na het overlijden van zijn tweede echtgenote in 1849, geestelijk achteruit ging. In januari 1852 werd zijn boedel beschreven en werd hij, vanwege verkwisting, onder curatele van zijn zoon Pieter gesteld. Hij werd vervolgens tegen betaling geplaatst in het Catharina Gasthuis. Goedewaagen zou in 1861 zijn overleden. Waar hij is overleden is niet bekend.